# Rap

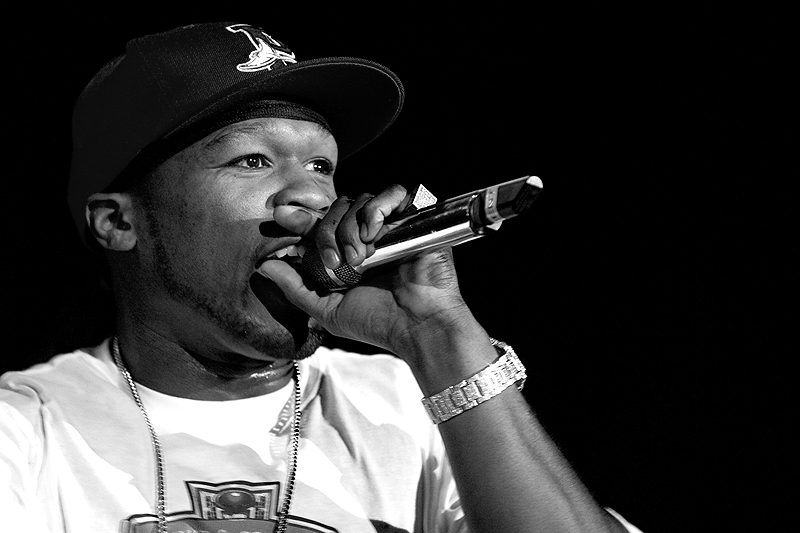
50 Cent

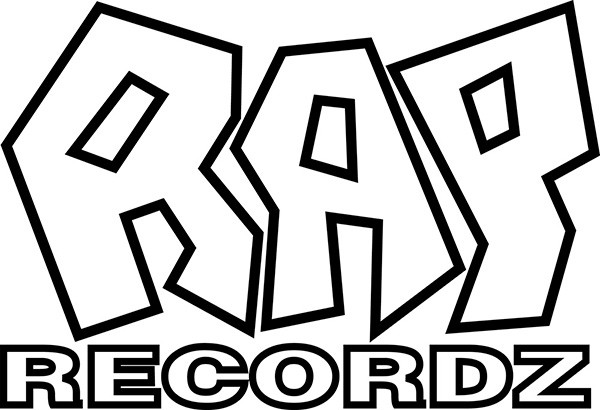
Rap Recordz Logó

A rap (vagy rappelés) egyfajta énekstílus, ritmikus dalszövegmondás, kántálás. Az 1970-es évek végén a New York-i lemezlovasok és a város afroamerikai közössége körében kifejlődött rapzene egy könnyűzenei stílus, ahol egy folyamatosan ismétlődő, monoton ritmus adja az alapot, amelyre szlengben bővelkedő, gyors, gördülékeny, rímelő, megírt vagy improvizált dalszöveget kántál a rappelő személy (rapper). A rappelés nem azonos a versmondással, mivel a versmondással ellentétben a rapet egy ütem ritmusához igazítva adják elő, és a rapszövegnek van dallama, még ha egyszerű is az énekléshez viszonyítva.
A rappelés elsődleges összetevője a hiphop és a reggae stílusoknak, de jelen van olyan alternatív rock együttesek zenéjében is, mint például a Red Hot Chili Peppers. A ritmikus dalszövegmondás azonban évszázadokkal korábbról ered. A rap gyökerei a középkori nyugat-afrikai griot énekmondókig vezethetők vissza, akik történeteiket a dobok és más ritmushangszerek ütemére adták elő. Ezt a kapcsolatot több mai hiphop-előadó, modernkori griot, és zenetörténeti kutató is megerősíti.

## Kialakulása
Az 1970-es években a New York-i fekete fiatalok körében egyre népszerűbbé váltak a lakótelepeken tartott házibulik, ahol a helyi lemezlovasok (DJ-k) az akkoriban népszerű funk és soul zenéket játszották a bulizóknak. A jamaicai dub mintájára a DJ-k elkezdték külön is lejátszani a ritmuskiállásokat (break) a népszerű dalokból. Mivel ezek a ritmuskiállások viszonylag rövid részek voltak egy-egy dalon belül, DJ Kool Herc és más lemezlovasok két lejátszó segítségével hosszabbították meg ezeket az instrumentális részeket. Az olyan lejátszási technikák, mint a szkreccselés, a beat mixing, és a beat juggling végül is ennek köszönhetően alakultak ki.
Ezek adták aztán azt a zenei alapot, amire rárappeltek az afrikai hangsúlyos rímelés és a jamaicai DJ-k bemondásainak stílusában. A jamaicai születésű DJ Kool Herc és az első MC-ként (a bulikat levezénylő Master of Ceremony-ként) ismert Coke La Rock szintén hatással voltak a rappelés stílusára azzal, hogy egyszerű rövid verseket ritmizáltak a funk dalok kiállásaira. Később az MC-k egyre változatosabb előadásmódokat dolgoztak ki, rövid rímeket, gyakran szexuális vagy durva témájú szövegeket építve be műsorukba, azért hogy megkülönböztessék magukat a többiektől és szórakoztassák saját közönségüket. A korai rapnek része volt az afroamerikai eredetű dozens, amelyben a két fél addig sértegeti egymást közönség előtt, míg egyiküknél elszakad a cérna és kitör az erőszak. A partikon a két párbajozó rappelve alázta egymást, míg a táncosok ugyanezekre a ritmuskiállásokra mutatták be a közönségnek egyedi mozgásukat, amely a breaktánc alapjait jelentette.
Kool Herc & the Herculoids volt az első csoport, amely elismerést vívott ki magának New Yorkban, de idővel megszaporodtak az MC-csoportok. Ezek gyakran korábbi bűnbandák tagjainak együttműködéséből alakultak ki, mint például az Afrikaa Bambaataa alapította Universal Zulu Nation csoport, amely ma már nemzetközi szervezetként működik. Habár több korai MC is volt, akik figyelemre méltó szólófelvételeket készítettek, mint például DJ Hollywood, Kurtis Blow és Spoonie Gee, de egészen az 1980-as évek közepéig a csoportok domináltak.
A The Sugarhill Gang 1979-es "Rapper's Delight" című dala volt az első rap/hiphop szám, amely bekerült a Top 40-be az amerikai Billboard Hot 100 slágerlistán. Habár többen a The Fatback Band néhány héttel korábban megjelent "King Tim III (Personality Jock)" című számot tartják az első rapslágernek.
Érdekes módon a világ első, lemezre rögzített rap-dala Olaszországból származik. Az egyébként teljesen más stílusban éneklő Adriano Celentano 1972-ben adta ki Prisencolinensinainciusol című dalát, melyet az első rap-dalnak tekintenek, sok évvel a műfaj amerikai kialakulása előtt.

## Rapperek

### Férfi előadók
- Snoop Dogg
- Dr. Dre
- The Notorious B.I.G.
- Ice Cube
- Ice-T
- Eazy-E
- T.O.P
- Tupac Shakur
- Busta Rhymes
- 50 Cent
- Jay-Z
- Kanye West
- Eminem
- Cypress Hill
- Coolio
- The Game
- Kurupt
- LL Cool J
- MC Ren
- MC Hammer
- 21 Savage
- Whodini
- Quavo
- Offset
- Young Thug
- Travis Scott
- Lil Uzi Vert
- Playboi Carti
- Takeoff
- Trippie Redd
- Juice WRLD
- Lil Mosey
- Lil Tecca
- The Kid Laroi
- 2 Chainz
- Ski Mask The Slump God
- XXXTentacion
- Tory Lanez
- Lil Peep
- YoungBoy Never Broke Again
- Lil Durk
- Lil Wayne
- King Von
- Polo G
- Chief Keef
- Gunna
- Lil Baby
- Kodak Black
- Pop Smoke
- R. Kell
- Will Smith
- Timbaland
- Nana Darkman
- Gucci Mane
- Smokepurpp
- C-Block
- Nana
- Nas
- Run-DMC
- Public Enemy
- Beastie Boys
- Outkast
- Wu-Tang Clan
- Warren G.
- Nate Dogg
- Luniz
- Redman
- NWA
- Wyclef Jean
- Slick Rick
- RM
- Ganxsta Zolee
- Majka
- Curtis
- King Monroe Sound
- Sean Combs
- FLEWY

### Női előadók
- TLC
- Missy Elliott
- Lil' Kim
- Lauryn Hill
- Nelly Furtado
- Ms. Dynamite
- M.I.A.
- Azealia Banks
- Iggy Azalea
- Nicki Minaj
- Cardi B
- Megan Thee Stallion
- Doja Cat
- Lalisa Manoban
- Kim Jennie

## Fordítás
- Ez a szócikk részben vagy egészben  a   Rapping című angol Wikipédia-szócikk fordításán alapul.  Az eredeti cikk szerkesztőit annak laptörténete sorolja fel. Ez a jelzés csupán a megfogalmazás eredetét és a szerzői jogokat jelzi, nem szolgál a cikkben szereplő információk forrásmegjelöléseként.
- Ez a szócikk részben vagy egészben  a   Hip hop music#Origins című angol Wikipédia-szócikk fordításán alapul.  Az eredeti cikk szerkesztőit annak laptörténete sorolja fel. Ez a jelzés csupán a megfogalmazás eredetét és a szerzői jogokat jelzi, nem szolgál a cikkben szereplő információk forrásmegjelöléseként.